# Ryōko Yamagishi
Ryōko Yamagishi (山岸 凉子, Yamagishi Ryōko) est une mangaka née le 24 septembre 1947 à Hokkaidō, au Japon.
Elle fait partie des femmes qui ont influencé le renouveau du genre shōjo manga dans les années 70 au Japon, rétrospectivement nommé Groupe de l'an 24.
Elle est principalement connue pour ses mangas Arabesque (1972), Hi Izuru Tokoro no Tenshi (1980 ; prix Kōdansha) et Terpsichora (2000 ; Prix Tezuka).

## Biographie
Ryōko Yamagishi est née le 24 septembre 1947 ,, à Hokkaidō, au Japon.
Elle grandit dans la ville de Otaru où elle y prend des cours de ballet ; elle fera même une apparition TV en 1959. Elle poursuit ses études à Sapporo et arrête le ballet. Au lycée, elle rencontre d'autres amateurs de manga, comme Yōko Tadatsu. À 16 ans, elle décide de suivre des cours de manga à la maison. Elle entre à l'université des arts (Hokkaido Women's College of Fine Arts) ; elle est diplômée en 1968.
En 1966, elle termine deuxième d'un concours organisé par Shōjo Friend. Elle travaille pour Hokkaido Underground Resource Survey afin d'avoir assez pour aller à Tokyo.
Elle commence sa carrière professionnelle en publiant Left and Right dans Ribon en 1968 ou 1969.
Elle fait partie du Groupe de l'an 24 (24年組, Nijūyo nen Gumi),.
Elle redéfinit le manga de ballet avec Arabesque et fut des premières à parler de l'homosexualité féminine en publiant Shiroi heya no futari dans Ribon en 1971.

## Œuvre
- 1970 :
  - Himawari saita (ひまわり咲いた?, litt. « tournesol fleuri »), pré-publié dans le magazine Ribon ; publié en 1 volume chez Shūeisha, puis chez Hakusensha[BU 1].
  - Lagrima (ラグリマ, Ragurima?), pré-publié dans le magazine Ribon ; publié en 1 volume chez Shūeisha, puis chez Hakusensha[BU 2].
- 1971 :
  - Shiroi heya no futari (白い部屋のふたり?, litt. « deux personnes dans une chambre blanche »), pré-publié dans le magazine Ribon ; publié en 1 volume chez Shūeisha, puis chez Hakusensha[BU 3].
- 1972 : 
  - Arabesque (アラベスク?), pré-publié dans le magazine Ribon ; publié en 4 volumes chez Shūeisha, puis en 8 volumes chez Hakusensha, en 6 Bunkoban chez Kadokawa Shoten, en 2 Aizouban chez Asahi Sonorama, en 4 Bunkoban chez Hakusensha et en 4 Kanzenban chez Media Factory[BU 3].
  - Guessing Game (ゲッシング・ゲーム?), pré-publié dans le magazine Bessatsu Seventeen ; publié en 1 volume chez Shūeisha[BU 4].
- 1973 :
  - Tinker Bell (ティンカー・ベル, Tinkaa Beru?), pré-publié dans le magazine Deluxe Margaret ; publié en 1 volume chez Shūeisha, puis Asahi Sonorama[BU 5].
- 1976 :
  - Metamorphosis Den (メタモルフォシス伝?), pré-publié dans le magazine Hana to Yume ; publié en 2 volumes chez Hakusensha[BU 6].
  - Hīna no maisō (ひいなの埋葬?), pré-publié dans le magazine Hana to Yume ; publié en 1 volume chez Hakusensha[BU 7].
  - Akai kami no shōnen (赤い髪の少年?) ; publié en 1 volume chez Hakusensha[BU 8].
- 1977 :
  - Yōsei-ō (妖精王?), pré-publié dans le magazine Hana to Yume ; publié en 5 volumes chez Hakusensha[BU 9].
  - Seirēn (セイレーン?), pré-publié dans le magazine Hana to Yume ; publié chez Hakusensha[BU 10].
- 1978 :
  - Yūrei dan (ゆうれい談?) ; publié chez Shōgakukan[BU 11].
  - Shrinks Pan (シュリンクス・パーン, Shurinkusu pān?) ; publié chez Akita Shoten et Bungeishunjū[BU 12].
- 1979 :
  - Banshee (バンシー?), pré-publié dans le magazine LaLa[9].

- 1980 :
  - Hi Izuru Tokoro no Tenshi (日出処の天子?), pré-publié dans le magazine Asuka et LaLa ; publié en 11 volumes chez Hakusensha, puis en 7 Bunkoban et 7 Aizoban[BU 13]. Récompensé en 1983 du Prix du manga Kōdansha.
  - Tenjin Karakusa (天人唐草, Ten-nin Kara Kusa?) ; publié en 1 volume chez Asahi Sonorama puis en 1 Bunkoban chez Bungeishunjū[BU 14].
  - Sphinx (スピンクス?), pré-publié dans le magazine Hana to Yume ; publié chez Hakusensha[BU 15].
- 1981 :
  - Harpy (ハーピー, Hāpī?) ; publié en 1 volume chez Asahi Sonorama[BU 16].
- 1982 :
  - Yasha Gozen (夜叉御前?), pré-publié dans le magazine Petit Comic ; publié en 1 volume chez Shōgakukan, puis chez Bungeishunjū[BU 17].
  - Medusa (夜叉御前?), pré-publié dans le magazine Bessatsu Kisotengai ; publié en 1 volume chez Asahi Sonorama[BU 18].
- 1983 :
  - Ayakashi no yakata (あやかしの館?) ; publié en 1 volume chez Shōgakukan[BU 19].
- 1984 :
  - Umayako no Himemiko (馬屋古女王?), pré-publié dans le magazine Asuka et LaLa ; publié en 1 volume chez Hakusensha[BU 20].
- 1985 :
  - Hiruko (蛭子?), pré-publié dans le magazine Petit Flower ; publié en 1 volume chez Shōgakukan[BU 21].
  - Yomi Hirasaka (黄泉比良坂?), pré-publié dans le magazine Bonita ; publié chez Akita Shoten[BU 22].
- 1986 :
  - Yamato Takeru (ヤマトタケル?), pré-publié dans le magazine Asuka ; publié chez Kadokawa Shoten[BU 23].
  - Fuefuki Douji (笛吹き童子?), pré-publié dans le magazine Viva Princess ; publié en 1 volume chez Akita Shoten[BU 24].
  - Tsukuyomi (月読?), pré-publié dans le magazine Asuka ; publié en 1 volume chez Kadokawa Shoten, puis chez Bungeishunjū[BU 25].
- 1987 :
  - Green Carnation (グリーン・カーネーション, Gurīn kānēshon?) ; publié en 1 volume chez Kadokawa Shoten[BU 26].
  - My Doll Is a Good Doll (わたしの人形は良い人形, Watashi no ningyō wa yoi ningyō?), pré-publié dans le magazine Asuka ; publié en 1 volume chez Kadokawa Shoten[BU 27].
  - Tokijiku no Kaori no Ki no Jitsu (時じくの香の木の実, Tokijiku no Kaku no Konomi?), pré-publié dans le magazine Asuka et grape fruit ; publié chez Kadokawa Shoten[BU 28].
  - Ruri no Tsume (瑠璃の爪?), pré-publié dans le magazine Asuka, LaLa et grape fruit ; publié en 1 volume chez Kadokawa Shoten[BU 29].
- 1988 :
  - Paetōn (パエトーン?), pré-publié dans le magazine Asuka ; publié en 1 volume chez Kadokawa Shoten[BU 30].
- 1989 :
  - Naraku - Tartaros (奈落―タルタロス, Naraku ― tarutarosu?), pré-publié dans le magazine Asuka ; publié chez Kadokawa Shoten[BU 31].
- 1990 :
  - Kagami yo Kagami… (鏡よ鏡…?), pré-publié dans le magazine Bouquet ; publié en 1 volume chez Shūeisha[BU 32].
- 1991 :
  - Blue Roses (ブルー・ロージス, Burū rōjisu?), pré-publié dans le magazine Bouquet ; publié en 1 volume chez Shūeisha[BU 33].
- 1992 :
  - Pied Piper (パイド・パイパー, Paido paipā?), pré-publié dans le magazine YOU all ; publié en 1 volume chez Shūeisha[BU 34].
- 1993 :
  - Kishimojin (鬼子母神?), pré-publié dans le magazine Big Gold ; publié en 1 volume chez Shōgakukan[BU 35].
  - Kokuchou (黒鳥－ブラック・スワン－, Kurotori - burakku suwan?), pré-publié dans le magazine Big Gold, Serie Mystery et YOU SPECIAL ; publié en 1 volume chez Hakusensha[BU 36].
  - Timeslip (タイムスリップ, Taimusurippu?), pré-publié dans le magazine Comic Are! et Brutus Rinjizoukan ; publié en 1 volume chez Magazine House et Bungeishunjū[BU 37].
  - Kame no Zoki no Iro (甕のぞきの色, Taimusurippu?) ; publié en 1 volume chez Akita Shoten[BU 38].
- 1994 :
  - Fūin (封印?), pré-publié dans le magazine LaLa ; publié en 2 volumes chez Hakusensha[BU 39].
- 1995 :
  - Hatshepsut (ハトシェプスト―古代エジプト王朝唯一人の女ファラオ, Hatoshepusuto ― kodaiejiputo ōchō yuihitori no on'na farao?), pré-publié dans le magazine LaLa, Hana to Yume et Serie Mystery ; publié en 1 volume chez Hakusensha et Bungeishunjū[BU 40].
  - Oni (鬼?), pré-publié dans le magazine Comic Tom ; publié chez Ushio Shuppansha[BU 41].
- 1996 :
  - Tutankhamun (ツタンカーメン, Tsutankāmen?), pré-publié dans le magazine Comic Tom ; publié en 4 volumes chez Ushio Shuppansha[BU 42].
- 1996 :
  - Oshiire (押し入れ?), pré-publié dans le magazine Amie ; publié en 1 volume chez Kodansha[BU 43].
- 1998 :
  - Kami Kakushi (神かくし?), pré-publié dans le magazine Asuka ; publié en 1 volume chez Akita Shoten, puis chez Ushio Shuppansha[BU 44].
  - Ao no Jidai (青青の時代?), pré-publié dans le magazine Comic Tom Plus ; publié en 4 volumes chez Ushio Shuppansha[BU 45].
- 2000 :
  - Hakuganshi (白眼子?), pré-publié dans le magazine Comic Tom Plus ; publié en 1 volume chez Ushio Shuppansha[BU 46].
  - Maihime Terepsikola (舞姫 テレプシコーラ, Maihime terepushikōra?), pré-publié dans le magazine Da Vinci ; publié en 10 volumes chez Media Factory[BU 47].
- 2007 :
  - Maihime Terepsikola Dainibu (舞姫 テレプシコーラ 第2部, Maihime Terepushikōra dai 2-bu?), pré-publié dans le magazine Da Vinci ; publié en 5 volumes chez Media Factory[BU 48].
  - Wilis (ヴィリ, Vu~iri?), pré-publié dans le magazine Da Vinci ; publié en 1 volume chez Media Factory[BU 49].
- 2008 :
  - Bokushin no Gogo (牧神の午後?) ; publié en 1 volume chez Media Factory et Asahi Sonorama[BU 50].
- 2011 :
  - Kesalan Patharan (ケサラン・パサラン?), pré-publié dans le magazine Da Vinci ; publié en 2 volumes chez Media Factory[BU 51].
- 2013 :
  - Kotodama (言霊?), pré-publié dans le magazine Be Love ; publié en 1 volume chez Kodansha[BU 52].
- 2014 :
  - Revelation - Keiji (レベレーション -啓示-, Reberēshon - keiji -?), pré-publié dans le magazine Morning ; publié en 4 volumes chez Kodansha[BU 53].

- ?
  - Kyoufu no amaimono ikka (恐怖の甘い物一家)
  - Ki Rai Gou (鬼来迎)
  - Happyaku Bikuni (八百比丘尼)
  - Konohana Sakuya Hime (木花佐久毘売)
  - Isis (イシス)
  - Haku Gan Shi (白眼子)

## Récompenses
- 1983 : 7e Prix du manga Kōdansha pour Hi Izuru Tokoro no Tenshi (日出処の天子?)
- 2007 : 11e Prix culturel Osamu Tezuka : Grand prix pour Maihime Terepsikola (舞姫テレプシコーラ?)[5]

## Sources
- (en) Cet article est partiellement ou en totalité issu de l’article de Wikipédia en anglais intitulé « Ryoko Yamagishi » (voir la liste des auteurs).